# Georg Spalatin
Georg Spalatin (Spalt, bispado de Eichstätt, Baviera, 17 de janeiro de 1484 — Altemburgo, 16 de janeiro de 1545) foi um humanista, jurista, teólogo, reformador e historiador alemão. Secretário do Eleitor Saxão Frederico o Sábio, bem como uma figura importante na história da Reforma.

## Biografia
Burkhardt nasceu em Spalt (de onde tomou o nome latinizado "Spalatinus"), perto de Nuremberg, onde seu pai era curtidor. Ele foi para Nuremberg para estudar quando tinha treze anos de idade e, logo depois, para a Universidade de Erfurt, recebeu seu diploma de bacharel em 1499. Lá ele atraiu a atenção de Nikolaus Marschalk, o professor mais influente da universidade, que fez Spalatin seu amanuense e o levou para a nova Universidade de Wittenberg em 1502. Lá ele viveu em um aposento na Schlossplatz, a leste de Schlosskirche, Wittenberg.
Em 1505, Spalatin voltou a Erfurt para estudar jurisprudência. Ele foi recomendado a Conrad Mutianus e foi recebido pelos humanistas alemães dos quais Mutianus era o chefe. Seu amigo conseguiu para ele um posto de professor de noviços no mosteiro de Georgenthal, e em 1508 foi ordenado sacerdote pelo Bispo Johann von Laasphe, que ordenou Martinho Lutero. Em 1509, Mutianus o recomendou a Frederico III, o Sábio, o Eleitor da Saxônia, que o mandou de volta a Wittenburg em 1511 para atuar como tutor de seus sobrinhos, incluindo o futuro eleitor João Frederico.
Spalatin rapidamente ganhou a confiança de Frederick e foi recompensado com uma barraca de canhão em Altenburg. Em 1512, o eleitor fez dele seu bibliotecário. Ele também foi promovido a capelão e secretário do tribunal e se encarregou de toda a correspondência pública e privada do eleitor. Sua sólida erudição e, especialmente, seu incomum domínio do grego, tornaram-no indispensável para a corte saxônica.
Spalatin nunca se importou com teologia e, embora fosse um padre e pregador, fora um humanista. Não se sabe como ele conheceu Lutero pela primeira vez - provavelmente em Wittenberg - mas o reformador tornou-se seu principal conselheiro em todas as questões morais e religiosas. Suas cartas a Lutero foram perdidas, mas as respostas permanecem. Ele leu os escritos de Lutero para o eleitor e traduziu para seu benefício os escritos do latim para o alemão.
Spalatin acompanhou Frederico à Dieta de Augsburg em 1518, e participou das negociações com os legados papais, Thomas Cajetan e Karl von Miltitz. Ele estava com o eleitor quando Carlos V foi escolhido imperador e coroado e na Dieta de Worms, durante toda a diplomacia conturbada dos primeiros anos da Reforma. Spalatin dissuadiu Lutero repetidamente de publicar livros ou se envolver em atos abertos contra o papado, mas estava pronto para traduzir os livros ou justificar os atos quando eles terminassem.
Com a morte de Frederico em 1525, Spalatin deixou a corte saxônica, mas continuou a frequentar as dietas imperiais e tornou-se conselheiro de João e João Frederico. Ele foi para a residência como um cônego em Altenburg e incitou o capítulo a instituir reformas, um tanto sem sucesso. Ele se casou no mesmo ano.
Durante a parte posterior de sua vida, a partir de 1526, Spalatin dedicou-se principalmente à visitação de igrejas e escolas do Eleitorado da Saxônia, relatando o confisco e a aplicação de receitas eclesiásticas, e foi convidado a realizar o mesmo trabalho para Albertine Saxônia. Ele também era um visitante permanente da Universidade de Wittenberg. Pouco antes de sua morte, ele caiu em um estado de profunda melancolia e morreu em Altenburg. Ele foi enterrado no cofre da igreja de São Bartolomeu.

## Trabalhos
Uma lista de obras de Spalatin, publicados e não publicados, podem ser encontrados em Adolf Seelheim 's Georg Spalatin als Sächsischer Historiograph (1876). Eles incluem:
- Annales Reformationis oder Jahrbücher von der Reformation Lutheri, "Annales Reformationis ou Anuários da Reforma Lutheri", editado por ES Cyprian (Leipzig, 1718).
- Das Leben e die Zeitgeschichte Friedrichs des Weisen, "A vida e a história contemporânea de Frederico, o Sábio", publicado em Georg Spalatins Historischer Nachlass e Briefe, editado por Christian Gotthold Neudecker e Ludwig Preller (Jena, 1851).
- O Spalatin Chronik, ou The Chronicle of Saxony and Thurinigia, foi produzido por volta de 1510 para Frederico III e inclui mais de 1000 pinturas em miniatura da oficina de Lucas Cranach.